# Acequia Real
La acequia Real es una canalización de agua, de época nazarí, de 6 km de longitud, que se construyó, dentro de un complejo sistema hidráulico, para abastecer a la Alhambra y el Generalife, en Granada (España). Junto con Los Albercones y los Pozos Altos, forma una de las estructuras hidráulicas más importantes de la España medieval.

## Descripción

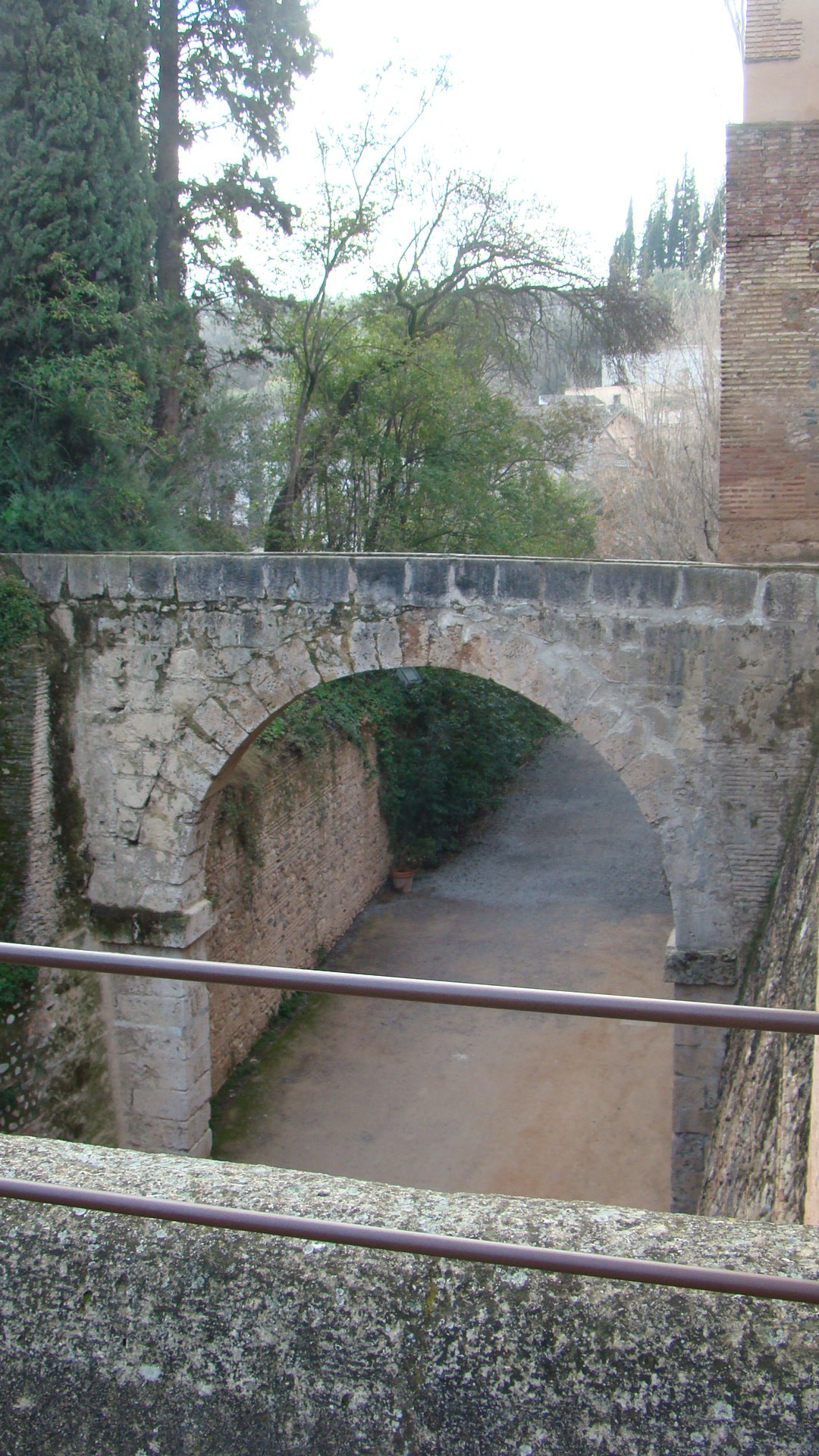
Acueducto por el que la Acequia Real entra en el recinto amurallado de La Alhambra

La Acequia Real toma sus aguas del río Darro, mediante una presa situada en el paraje de Jesús del Valle, a 6100 metros de la Alhambra. La presa se sitúa a 838 m.s.m.. Actualmente no quedan restos de la presa original, siendo la que está en uso obra de época moderna.
El trazado de la acequia se desarrolla, en los primeros 625 metros, por la margen derecha del río, hasta el Molino del Rey, donde cruza el cauce mediante un acueducto, continuando otros 2,8 kilómetros ya por la margen izquierda. En ese punto, se divide en dos ramales:
- La "Acequia del Tercio", el más elevado de ambos ramales, que regaba las zonas agrícolas de más alta cota, llegando hasta el punto más alto del Generalife, y surtiendo a los sistemas hidráulicos de la Alberca Rota y Los Albercones. Abastecía a las almunias de Dar al-Arusa y Alijares, además de al Castillo de Santa Elena. Desde allí continuaba hasta el llamado Partidor del Fraile.
- La "Acequia del Generalife", que discurre por cota inferior hasta llegar al Palacio del Generalife, integrándose en el mismo como eje central del Patio de la Acequia, continuando después hasta el mismo Partidor del Fraile, donde se une con la del Tercio.

Una vez unificados ambos ramales, la acequia continúa hacia la Alhambra, salvando el Barranco de la Aikibía o Cuesta de los Chinos mediante un nuevo acueducto que penetra en el recinto amurallado de la Alhambra, protegida por una torre llamada, precisamente, del agua.

## Uso de la acequia
Actualmente sólo una parte de este trazado está en uso, estando los dos primeros kilómetros desde la presa desviados mediante un túnel moderno. A partir del punto en que el túnel entronca con el antiguo trazado, todo el caudal se deriva por el ramal inferior, estando en desuso, aunque visible, el del Tercio. La canalización ha sido objeto de innumerables reparaciones y obras de mejora a lo largo de los siglos, especialmente durante el siglo XIX en que se construyeron varios acueductos, hoy ya perdidos. Parte del trazado, incluyendo tramos  con lecho empedrado y muretes de tapial, así como túneles, es original.